# ガバヌーア・モリス
ガバヌーア・モリス（英: Gouverneur Morris、1752年1月31日 - 1816年11月6日）は、アメリカ合衆国の政治家である。1787年にフィラデルフィアで開催されたアメリカ合衆国憲法制定会議ではペンシルベニア邦代表として出席し、憲法のかなりの部分を執筆した。特に「我々アメリカ合衆国の人民はより完全な連合を形成するために...」で始まる憲法前文を書いた人と広く認められている。
大半のアメリカ人が自分達は尊敬する国家の市民であると考える時代にあって、各邦からなる単一の国家の市民であるという考えを詳しく解説した。

## 私的生活
モリスは1752年に現在のニューヨーク市となる所で生まれた。家系はウェールズ人とユグノーの血を引いていた。1768年に王立大学（独立戦争以後はコロンビア大学）を卒業した。1771年からは市内で法律実務を始めた。
1780年5月14日、誰も馬の面倒を見ていないときに馬車に乗り込もうとして、急に馬が動き出したために左足を馬車の車輪に挟まれるという事故に遭い、医者は膝から下を切除するしか選択肢は無いとモリスに告げた。以後は木製の義足を使っていた。

## 政歴

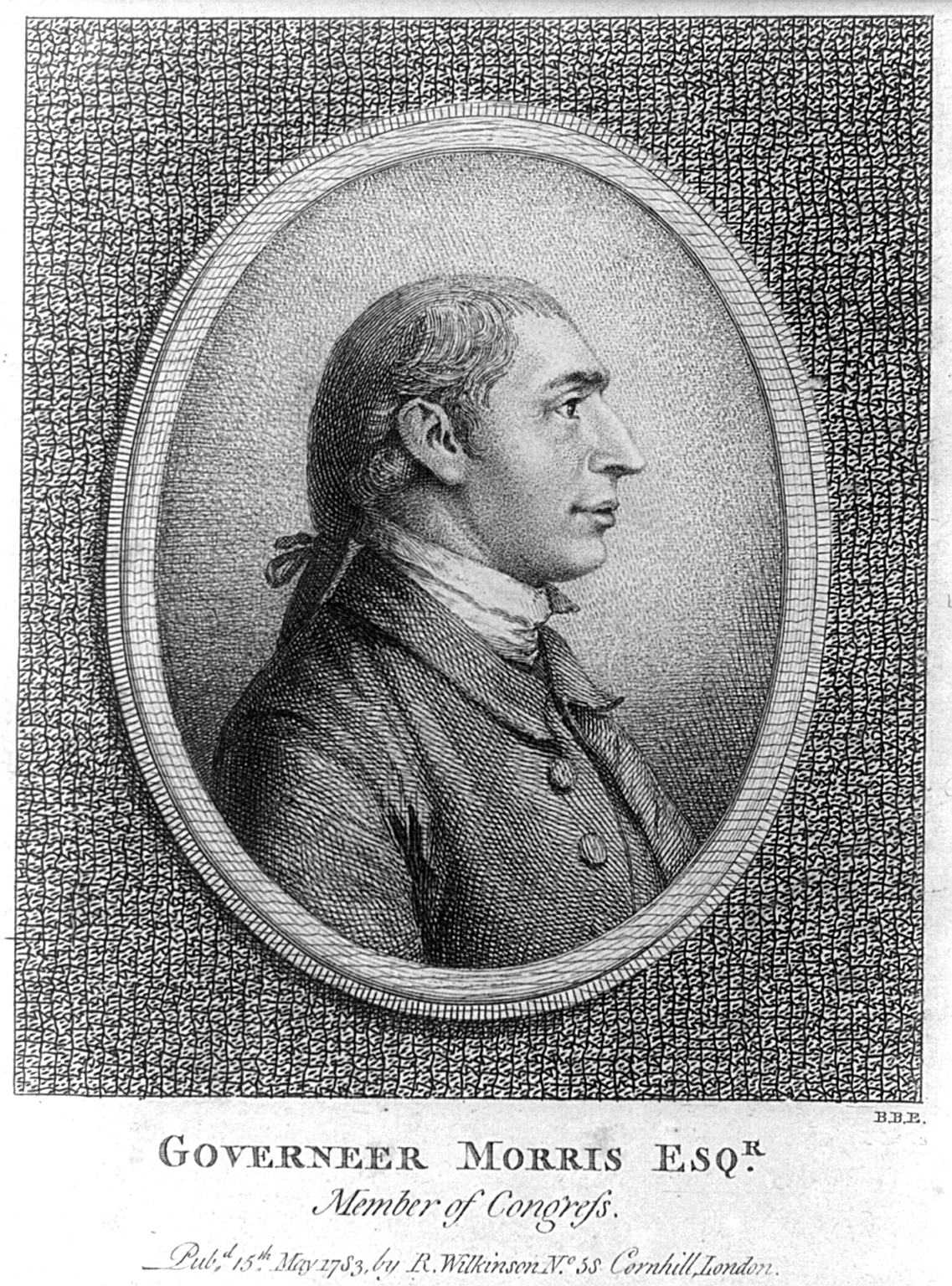
ガバヌーア・モリス

1775年5月8日、独立を達成するために作られた超法規的議会であるニューヨーク植民地議会で、モリス家の資産がある地区の代議員に選ばれた。モリスが独立を唱道したことで家族や庇護者のウィリアム・スミスとの間に摩擦を生んだ。スミスは独立の方向に進み始めたときに愛国者の側に付くことを止めていた。
身体的な障害と議会で働いているために自動的に軍隊への従軍義務は免れていたものの、ニューヨーク市を守るために現代のニューヨーク・ガードの前身となる特別の「ブリーフス」クラブに入った。
ニューヨーク植民地議会の議員として、植民地を独立した邦にするために全力を傾けた。1777年に新しいニューヨーク邦の憲法を作成したときはかなりの部分で関わることになった。
1776年8月のロングアイランドの戦い後、イギリス軍はニューヨーク市とモリス家の領地を占領した。ロイヤリストであったモリスの母は領地をイギリス軍の用に提供した。領地が的に占領されているので、もはやニューヨーク邦議会の選挙で選ばれる資格は無かったが、その代わりに大陸会議の代議員に指名された。
1778年1月28日に大陸会議代表に就任し、即座にジョージ・ワシントンと共に軍隊の改良を取り計らう委員会委員に選ばれた。バレーフォージに行ってみて、軍隊の状態に酷く衝撃を受けたので、大陸会議における大陸軍の代弁者となり、軍隊の訓練と秩序を基本的に改善する推進役となった。また1778年には連合規約に署名した。
1779年、モリスが強い中央政府を主唱していたことでニューヨーク邦の集中排除論者の見解と相容れず、大陸会議代議員の選挙で敗れた。故郷の邦で敗れたので、フィラデルフィアに転居して弁護士と商人として働いた。
フィラデルフィアでは財政の監督官助手に指名され (1781-1785)、1787年にフィラデルフィアで開催された憲法制定会議ではペンシルベニア邦代表となった。その後1788年にニューヨークに戻った。
憲法制定会議の間、ジョージ・ワシントンなど強い中央政府に賛成する者達と友人になり、同盟者となった。提案された憲法の最終稿を起こすための5人委員会（議長はウィリアム・サミュエル・ジョンソン）の一員に選ばれた。キャサリン・ドリンカー・ボーウェンはそのノンフィクション『フィラデルフィアの奇跡』の中で、モリスのことを委員会の「書記」と呼んだ。これは最終稿の大半をモリスのペンで書いたことを意味していた。
モリスは「中核に貴族的な人は居なかった。貴族的なもの無くして洗練された社会が実現することはない」と信じた。また、通常の人々は自治ができないと考え、貧しい人が金持ちに票を売ることを怖れ、その結果投票は資産を持っている人に限定すべきと考えた。さらに西部の荒野では「啓蒙された」政治家が出てこないことを怖れ、新しい西部の邦が現存する東部の邦と同等の資格で合衆国に加盟することに反対した。憲法制定会議では誰よりも演説回数が多く、173回に達した。
1789年には仕事でヨーロッパに旅し、1792年から1794年まで駐フランス全権大使を務めた。この頃に書かれたモリスの日記はフランス革命の貴重な年代記となっており、当時の社会不安や暴動の様子を伝えている。1798年にアメリカに戻り、1800年には連邦党員として、ジェイムズ・ワトソンの辞任で空席となっていたニューヨーク州選出のアメリカ合衆国上院議員に選ばれた。任期は1800年4月3日から1803年3月3日だった。1802年の再選を目指した選挙では敗れた。上院を離れた後はエリー運河委員会の議長を1810年から1813年まで務めた。また1800年代後半からニューヨーク州によるマンハッタン島の都市計画「1811年委員会計画」を策定し、今日のマンハッタンのグリッド状街区を形作った。

## 家族および遺産
モリスは57歳になってトマス・マン・ランドルフの妹、アン・キャリー（ナンシー）・ランドルフと結婚した。ランドルフはトマス・ジェファーソンの娘マーサ・ジェファーソン・ランドルフの夫であった。モリスは1816年にモーリサニアにある家族の領地で死に、ニューヨーク市ブロンクス区にある セントアン聖公会教会 に埋葬された。
モリスはニューヨーク州北部で重要な土地所有者であり、セントローレンス郡にあるガバヌーア町とガバヌーア村はモリスの名前に因んで名付けられた。
モリスの異母兄ルイス・モリス (1726-1798)はアメリカ独立宣言に署名した。もう一人の異母兄スターツ・ロング・モリスはロイヤリストであり、独立戦争中はイギリス軍の少将であった。甥のルイス・リチャード・モリスはバーモント州議会およびアメリカ合衆国議会の議員を務めた。姪孫（兄弟の孫）のウィリアム・M・メレディスはザカリー・テイラー大統領の下で財務長官を務めた。
モリスの曾孫で名前も同じガバヌーア・モリス (1876-1953)は20世紀初期に大衆小説と短編小説の作家であった。その作品の幾つかは、ロン・チェイニー・シニアの有名な映画『ペナルティ』などで映像化された。
1943年、リバティ船SSガバニーア・モリスが就航した。1974年には解体された。